# Tunnel de Collombey
Der Tunnel de Collombey, auch Tunnel de la Vallée, ist ein 846 Meter langer Tunnel der Umfahrungsstrasse der Walliser Ortschaften Collombey und Monthey. Die 3,5 Kilometer lange Strasse führt den Verkehr vom Autobahnanschluss 18 St-Triphon der Autobahn A9 direkt ins Val-d’Illiez und entlastet somit die vorgenannten Orte vom Durchgangsverkehr. Dieser hatte vor allem in den Wintermonaten während der Skisaison regelmässig für Staus gesorgt. Der Bau des Tunnels begann 2001, die Verkehrsübergabe fand im November 2003 statt.

## Geschichte
Erste Projekte für eine Umfahrungsstrasse wurden bereits in den 1970er Jahren in Angriff genommen. Es musste aber erst ein Konsens zwischen den Gemeinden, dem Kanton und dem Bundesamt für Strassen erreicht werden. Da es sich bei der Strasse um die internationale Verbindung von der A9 zum Pas de Morgins und weiter nach Thonon-les-Bains handelt, stellte das Bundesamt für Strassen erhebliche Subventionen zur Verfügung. Der Bau der Umfahrungsstrasse kostete 128 Mio. Franken, wovon der Tunnel ungefähr ein Drittel beanspruchte. Die Baustelle der Strasse war die grösste im Wallis zu dieser Zeit. Die Strasse wurde im November 2003 dem Verkehr übergeben, wobei im Tunnel die Höchstgeschwindigkeit anfänglich auf 60 km/h festgelegt wurde und erst nach einem Jahr auf 80 km/h erhöht wurde.

## Bau
Der Tunnel wurde in zwei Schritten gebaut: zuerst wurde von März bis Juli 2000 auf der ganzen Länge des Bauwerks ein Erkundungsstollen ausgebrochen, danach wurde der vollständigen Querschnitt erstellt. Für den Erkundungsstollen mit 3,7 m wurde eine Tunnelbohrmaschine verwendet. Der Vollausbruch erfolgte im Sprengvortrieb und dauerte etwa sechs Monate. Um die Belastung für die Anwohner der Baustelle zu minimieren, erfolgten die Sprengungen nur Montag bis Freitag während den Normalarbeitszeiten, wobei von 12 Uhr bis 13 Uhr die Mittagsruhe eingehalten wurde. Es wurden 8600 m³ Material ausgebrochen, das praktisch vollumfänglich als Betonkies oder Strassenkoffer wiederverwendet wurde.

## Bauwerk
Die Umfahrungsstrasse zweigt in einem Kreisverkehr auf der Höhe der Müllverbrennungsanlage von Monthey von der Hauptstrasse ab und führt östlich und südlich um Collombey. Nach einem Kreisverkehr südlich der Ortschaft senkt sich die Strasse ab und verläuft unter dem Grundwasserspiegel. Das Ostportal des Tunnels befindet sich unmittelbar östlich der Bahnstrecke Saint-Gingolph–Saint-Maurice, die der Tunnel unterquert. Er verläuft weiter in westlicher Richtung und unterquert die Kantonsstrasse Collombey–Monthey und die parallel zu dieser verlaufenden Gleise der Aigle-Ollon-Monthey-Champéry-Bahn. Danach tritt der Tunnel in die Flanke des Pointe de Bellevue ein, beschreibt einen Linksbogen und folgt der Flanke in südliche Richtung, bevor das Südportal in einem alten Steinbruch erreicht wird. Durch die konstante Steigung von 7 % des Tunnels liegt das Südportal 56 m höher als das Ostportal. Für die Verkehrssicherheit gibt es alle 250 m einen Fluchtstollen, die in einen parallel verlaufenden Rettungstunnel münden, der auch mit Fahrzeugen befahren werden kann. In der Mitte des Tunnels befindet sich eine Nothaltebucht.